# Шери
«Ше́ри» (англ. Cheri) — художественный фильм Стивена Фрирза, экранизация романа Колетт «1920-е».

## Главные герои
Леа де Лонваль (Мишель Пфайфер), бывшая куртизанка, ей уже за 40, она только проводила своего последнего любовника обратно в Россию и планирует уйти на покой. Леа не похожа на своих "коллег", она следит за фигурой, следует моде, красит волосы и умеет любить. У неё живой ум и безупречный вкус.
Фред Пелу "Шери" (Руперт Френд), 19-летний сын куртизанки в отставке Шарлотты Пелу. Воспитан в достатке и без должного внимания со стороны матери, множеством нянь. К глубоким мыслям не приучен, всё своё время посвящает развлечению и отдыху, от которого изрядно устал. Вид всегда скучающий, отрешённый.
Шарлотта Пелу (Кэти Бэйтс), бывшая балерина, куртизанка, тучная, "суетится, как все кому нечего делать", погрязшая в низменных заботах женщина.
Эдме (Фелисити Джонс), 18-летняя дочь куртизанки. Молодая жена Фреда Пелу. Мать куртизанка, выдала её замуж за состоятельного парня, чтобы избавиться от неё. Жертва обстоятельств, которая вынуждена терпеть любовь мужа к сопернице.

## Сюжет
Начало XX века, Париж. Конец "Прекрасной эпохи" и конец отношений главных героев. Фильм повествует об отношениях между Леа де Лонваль и Фредом Пелу, которого Леа ласково назвала Шери (Дорогуша), когда тот был ещё ребенком.
Шарлотта Пелу, подруга,бывшая коллега и соперница Леа, просит её позаботиться о своем сыне Шери, который стал "неуправляемым". Они становятся любовниками, и к удивлению всего общества, их связь длится целых 6 лет.
Лея узнаёт от Шарлотты, матери Фреда, что та приняла меры, чтобы Шери женился на восемнадцатилетней Эдме, дочери другой куртизанки.
Шери не хочет жениться на Эдме, но в силу характера, принять взрослое мужское решение не в силах и прячется за юбку своей любовницы, которая трепетно оберегала его от забот внешнего мира всё это время. Леа принимает решение проститься с Шери, но просит относиться к жене с нежностью и беречь её.
Во время своего медового месяца Шери понимает, что любит Леа; в то же время и она осознаёт, что любит его. Лишая невинности Эдме, Шери понимает, что ночь с Эдме напряжённая и болезненная, тогда как ночь с Леа была легка и приятна. Леа навещает Шарлотту в последний раз перед отъездом на каникулы, рассказывая историю о своём увлечении другим поклонником.
На каникулах в курортном Биаррице (Отель-дю-Пале) Леа встречает молодого спортсмена и завязывает с ним мимолетные отношения. Тем временем молодая супруга Шери обвиняет мужа в невнимании к ней, упрекая в постоянных мыслях о Леа. Прогуливаясь вечером после посиделок в "Максим", Шери узнает, что Леа вернулась домой. Освежённый, Шери бежит домой к Эдме и занимается любовью с ней должным образом; но на следующий день посылает Шарлотту, чтобы осмотреть дом Леа, после чего Леа говорит, что она безумно любит своего нового «поклонника» и узнаёт от Шарлотты, что Шери вернулся домой и они с Эдме счастливы как никогда.
Той же ночью, после получения известия от Шарлотты, что Леа увлечена другим, Шери врывается в её дом и признается, что любит её. Вместе они проводят ещё одну ночь вместе и планируют побег. Однако утром Леа приносит извинения Шери в том, что хотела «разрушить его» и сделать свою жизнь слишком легкой за его счет, если бы они реализовали задуманное. Леа просит Шери возвращаться к Эдме, поскольку их возрастные различия были бы помехой их истинным чувствам.
Через некоторое время Шери понимает, что Леа была единственной женщиной, которую он мог когда-либо любить, и он совершает самоубийство.

## В ролях
- Мишель Пфайффер[2] — Леа де Лонваль / Lea de Lonval
- Руперт Френд — Шери / Cheri
- Кэти Бэйтс — Шарлотта Пелу / Madame Peloux
- Фелисити Джонс — Эдми / Edmee
- Фрэнсис Томелти — Роза / Rose
- Анита Палленберг — La Copine
- Гарриет Уолтер — La Loupiote
- Джейсон Торнтон — Освальд / Oswald
- Ибен Хьёле — Мари-Лаура / Marie Laure

## Награды и номинации
Международная академия саундтреков, 2009 год
- Награда — Саундтрек композитора года (Александр Деспла)

Берлинский кинофестиваль, 2009 год
- Номинация — Золотой медведь (Стивен Фрирз)

Спутник, 2009 год
- Номинация — Лучший дизайн костюмов (Консолата Бойл)

Étoile d’Or, 2010 год
- Награда — Лучшая музыка (Александр Деспла)

Ирландская академия кино и телевидения, 2010 год
- Награда — Лучший дизайн костюмов (Консолата Бойл)